# 格鲁吉亚议会
格鲁吉亚议会（羅馬化：sakartvelos parlament'i）是格鲁吉亚的最高立法机构。格鲁吉亚议会为一院制。议会有150名议员。格鲁吉亚议会所在地为库塔伊西市的格鲁吉亚议会大楼。